# St. Katharina (Znaim)
Die St. Katharina-Kirche war eine Kirche in der Stadt Znojmo (Znaim) in Tschechien.

## Geschichte
Die St. Katharina-Kirche in der damaligen oberen Vorstadt ging auf eine Stiftung des Bäckermeisters Christian Corada aus dem Jahr 1702 zurück. Finanziert wurde der Bau aus dessen privatem Vermögen und mit Spenden. Den notwendigen Bauplatz stellte der Stadtrat von Znaim kostenlos zur Verfügung, da sich hier früher der Richtplatz und die Begräbnisstätte der Hingerichteten befand und sich keine Interessenten für das Areal fanden.
Geweiht wurde die neue Kirche am 25. November 1705 durch Karl Tesch, Dechant an der Znaimer St. Niklas-Kirche, der hier auch die Gottesdienste hielt.
An die St. Katharina-Kirche baute Christian Corada, dessen Sohn als Laie dem Karmeliterorden in Wien-Leopoldstadt angehörte, auch einige kleine Wohnungen an, so dass die ganze Anlage einem Klosterbau ähnelte. 1714 leitete Corada die notwendigen Schritte ein, um das Bauwerk dem Karmeliterorden zur Einrichtung eines Hospizes zur Verfügung stellen zu dürfen. Gegen dieses Vorhaben sprach sich allerdings der Znaimer Dechant aus, der keine Notwendigkeit für ein drittes Mendikantenkloster in der Stadt sah. Das Konsistorium in Olmütz teilte diese Ansicht, denn trotz der Zusagen, dem zukünftigen Kloster verschiedene Realitäten zu stiften, wurde nicht an eine wirtschaftlich gesicherte Existenz geglaubt.
Nach der Aufhebung des Stiftes Klosterbruck mussten in Znaim die Pfarren neu eingeteilt werden. Die St. Katharina-Kirche wurde zu einer dem Patronat des Mährischen Religionsfonds unterstehenden Pfarrkirche erhoben. Zum Pfarrer wurde der vom Stift Klosterbruck stammende ehemalige Prämonstratenserpriester Otto Lentl ernannt.
Die für die Gottesdienste notwendige Ausstattung erhielt die St. Katharina-Kirche aus dem liturgischen Gerät der aufgehobenen Klöster. So stammte die zweite Kirchenglocke vom Znaimer Franziskanerkloster. Im gleichen Jahr wurde noch eine dritte Glocke gespendet.
1825 wurde die Pfarre der St. Katharina-Kirche aufgehoben und der Pfarre zum heiligen Kreuz im Znaimer Dominikanerkloster einverleibt. Die Kirche wurde als entbehrlich anerkannt, entweiht und zu Gunsten des Mährischen Religionsfonds am 10. Jänner 1825 im Lizitationsweg an die Stadt Znaim verkauft. 
Nach Umbauten wurde das entstandene Wohnhaus in der Pragerstraße als Quartier für reisende Juden verwendet, da diese nach damaliger Rechtslage nicht innerhalb der Stadtmauern wohnen durften.